# Acetato de geranilo
Acetato de geranilo es un producto natural compuesto orgánico que se clasifica como un monoterpeno. Es un líquido incoloro con un aroma floral afrutado agradable o rosa. Su líquido condensado tiene un color vistoso amarillo. Acetato de geranilo es insoluble en agua, pero soluble en algunos disolventes orgánicos tales como alcohol y aceite.
Acetato de geranilo es un componente natural de más de 60 aceites esenciales, incluyendo citronela, palmarosa, lemongrass, petitgrain, neroli, geranio, cilantro, zanahoria, Eucalyptus macarthurii y sasafrás. Se puede obtener por fraccionar de destilación de aceites esenciales.
Acetato de geranilo es un éster que se puede preparar semi-sintéticamente por la simple condensación del terpeno natural más común geraniol con ácido acético.
Acetato de geranilo se utiliza principalmente como un componente de perfumes para cremas y jabones y como un ingrediente saborizante. Se utiliza sobre todo en las formulaciones de aroma a rosa, lavanda y geranio donde se desea un dulce sabor a fruta o aroma cítrico.
Aparece en la lista de EE. UU. Food and Drug Administration de sustancias "generalmente reconocidas como seguras" 